# معبد یاساکا
معبد یاساکا (به ژاپنی: 八坂神社, Yasaka-jinja) یک معبد شینتو است که در کیوتو، ژاپن قرار دارد.